# Ravenia urbanii
Ravenia urbanii är en vinruteväxtart som beskrevs av Adolf Engler. Ravenia urbanii ingår i släktet Ravenia och familjen vinruteväxter. Inga underarter finns listade i Catalogue of Life.